# 基利曼
基利曼，是匈牙利佐洛州所辖的一个村，总面积5.72平方公里，总人口248，人口密度43.4人/平方公里（2010年1月1日）。